# Astro Bot Rescue Mission
Astro Bot Rescue Mission è un Videogioco Platform  sviluppato dalla divisione "Asobi Team" di SIE Japan Studio e pubblicato da Sony Interactive Entertainment per il visore di realtà virtuale PlayStation VR di PlayStation 4. I robottini presenti nel gioco sono stati introdotti in The Playroom, dove apparivano come robot che vivevano all'interno del controller DualShock 4.

## Modalità di gioco
Astro Bot Rescue Mission è un videogioco a piattaforme in 3D in cui il giocatore prende il controllo di un piccolo robot di nome Astro. Astro è in grado di saltare, caricare e colpire con il suo pugno. Il gioco è in realtà virtuale; Il giocatore sarà un robot gigante che segue astro. con la capacità di interagire con l'ambiente; ad esempio distruggendo i muri con le testate, schivando gli attacchi dei nemici o soffiando nel microfono delle cuffie per diffondere petali di fiori. L'obiettivo del gioco è salvare l'equipaggio di Astro sparsi in 5 mondi e 20 livelli. In totale, ci sono 213 Bot da salvare. Ci sono 8 robot smarriti in ogni livello e trovarli richiede osservare bene gli ambienti in realtà virtuale. Il gioco utilizza l'audio 3D in modo che il giocatore possa individuare la voce dei robot. Alla fine di ogni mondo, c'è un boss che richiede un certo numero di bot salvati per sbloccarsi. Proprio come i bot, ci sono i camaleonti spaziali nascosti in ogni livello e il giocatore può trovarli affidandosi all'audio 3D., trovare questi camaleonti permette di sbloccare varie sfide extra, raddoppiando il contenuto del gioco. In alcuni livelli, è possibile trovare delle casse che contengono gadget per controller all'interno del gioco. Ci sono 7 gadget in totale (Rampino, pistola ad acqua, Shuriken, laser, torcia, mitragliatrice e fionda). La pistola ad acqua, ad esempio, di far crescere delle piante in modo da farle diventare piattaforme in cui Astro può saltare, attivare turbine o raffreddare la lava per creare un percorso sicuro per Astro. Usando questi gadget, si potrà aiutare Astro nel suo viaggio, combinando il videogioco a piattaforme in terza persona con l'uso dei gadget in prima persona. Questa dualità è uno dei punti principali di Astro Bot e lo rende un mix tra i videogiochi a piattaforme tradizionali e i videogiochi in realtà virtuale.

## Sviluppo
Il gioco è stato sviluppato dal team Asobi di Japan Studio in seguito alla grande richiesta dei fan riguardo al minigioco chiamato "Robot Rescue" in The Playroom VR, SIE Japan Studio ha deciso di creare un gioco completo basato sul minigioco. Astro Bot Rescue Mission è stato sviluppato in 18 mesi da un team di 25 persone. La musica è stata composta da Kenneth CM Young. Il gioco è stato anche venduto in coppia con un altro gioco in realtà virtuale di nome Moss.

## Accoglienza
| Testata                          | Giudizio |
| -------------------------------- | -------- |
| Metacritic (media al 04-12-2020) | 90       |
| Everyeye.it                      | 9.2/10   |
| Gamesource                       | 85/100   |
| Eurogamer                        | 8/10     |
| Multiplayer.it                   | 9/10     |
| GamingAge                        | 10/10    |
| IGN (ITA)                        | 9/10     |

Il gioco è stato pubblicato il 2 ottobre 2018 in Europa e Nord America e il 3 ottobre 2018 in Asia sia in formato digitale che fisica. A partire da luglio 2019, Astro Bot Rescue Mission è il gioco VR con il punteggio più alto della storia secondo il sito di recensioni Metacritic e il sesto gioco per PS4 più votato nel 2018. Chris Dunlap su GamingAge che gli ha assegnato un 10/10 ha dichiarato che " Astro Bot Rescue Mission è un gioco estremamente divertente e coinvolgente, e un'aggiunta dinamite alla crescente libreria PSVR". PSU.com ha dichiarato "Semplicemente il miglior platform e gioco per PS VR sul mercato quest'anno".

### Riconoscimenti
| Anno | Premio                                                | Categoria                                                             | Risultato | Fonte         |
| ---- | ----------------------------------------------------- | --------------------------------------------------------------------- | --------- | ------------- |
| 2018 | Game Critics Awards                                   | Miglior gioco VR / AR                                                 | Candidato | [ 16 ]        |
| 2018 | Gamescom 2018                                         | Miglior puzzle / gioco di abilità                                     | Candidato | [ 17 ]        |
| 2018 | 9 ° Hollywood Music in Media Awards                   | Miglior canzone originale ("A Fire in Your Mind")                     | Candidato | [ 18 ] [ 19 ] |
| 2018 | I Game Awards 2018                                    | Miglior gioco VR / AR                                                 | Vincitore | [ 20 ] [ 21 ] |
| 2018 | The Edge Awards 2018                                  | Gioco VR dell'anno                                                    | Vincitore | [ 22 ]        |
| 2018 | The Edge Awards 2018                                  | Gioco dell'anno                                                       | 5         | [ 22 ]        |
| 2019 | New York Game Awards                                  | Premio Coney Island Dreamland per il miglior gioco di realtà virtuale | Candidato | [ 23 ]        |
| 2019 | Premi DICE                                            | Eccezionale risultato tecnico                                         | Candidato | [ 24 ]        |
| 2019 | Premi DICE                                            | Gioco per famiglie dell'anno                                          | Candidato | [ 24 ]        |
| 2019 | Premi DICE                                            | Realtà Immersiva Realizzazione Tecnica                                | Candidato | [ 24 ]        |
| 2019 | Premi DICE                                            | Gioco di realtà coinvolgente dell'anno                                | Candidato | [ 24 ]        |
| 2019 | National Academy of Video Game Trade Reviewers Awards | Animazione, Artistico                                                 | Candidato | [ 25 ]        |
| 2019 | National Academy of Video Game Trade Reviewers Awards | Control Design, VR                                                    | Candidato | [ 25 ]        |
| 2019 | National Academy of Video Game Trade Reviewers Awards | Direzione in realtà virtuale                                          | Candidato | [ 25 ]        |
| 2019 | National Academy of Video Game Trade Reviewers Awards | Gioco, famiglia originale                                             | Candidato | [ 25 ]        |
| 2019 | National Academy of Video Game Trade Reviewers Awards | Missaggio del suono nella realtà virtuale                             | Candidato | [ 25 ]        |
| 2019 | National Academy of Video Game Trade Reviewers Awards | Uso del suono, nuovo IP                                               | Candidato | [ 25 ]        |
| 2019 | SXSW Gaming Awards                                    | Eccellenza nella realizzazione tecnica                                | Candidato | [ 26 ]        |
| 2019 | SXSW Gaming Awards                                    | Gioco VR dell'anno                                                    | Candidato | [ 26 ]        |
| 2019 | Game Developers Choice Awards                         | Miglior gioco VR / AR                                                 | Candidato | [ 27 ]        |
| 2019 | 15 ° British Academy Games Awards                     | Miglior gioco                                                         | Candidato | [ 28 ]        |
| 2019 | 15 ° British Academy Games Awards                     | Game Design                                                           | Candidato | [ 28 ]        |
| 2019 | 15 ° British Academy Games Awards                     | Innovazione nel gioco                                                 | Candidato | [ 28 ]        |
| 2019 | Premi Famitsu                                         | Premio speciale                                                       | Vincitore | [ 29 ]        |
| 2019 | Italian Video Game Awards                             | Premio innovazione                                                    | Candidato | [ 30 ]        |
| 2019 | Japan Game Awards                                     | Premio Game Designers                                                 | Vincitore | [ 31 ]        |
| 2019 | Premi dell'Independent Game Developers 'Association   | Miglior gioco arcade                                                  | Candidato | [ 32 ]        |

## Astro's Playroom
Un sequel chiamato Astro's Playroom, è stato pubblicato per PlayStation 5 come titolo di lancio preinstallato su ogni console che ha la funzione di tech demo per il nuovo controller DualSense.